# 三星Galaxy S II
三星Galaxy S II是韓國三星電子在2011年基于三星Galaxy S基礎上開發的升級版智慧型手機，在全球移動通訊大會發表，
採用Android 2.3作業系統，同時搭載了三星TouchWiz介面，處理器是三星自家研發的Exynos 4210。剛推出市面被譽為全球最高畫質、最薄智能手機。
三星Galaxy S II的全球發行的日期是2011年5月，大約120個國家或地區的150多個廠商。
而三星Galaxy S II的頭號對手是iPhone 4、HTC Sensation、Sony Ericsson Xperia Arc。

## 出貨與舖貨
2011年5月，Galaxy S II開始全球舖貨，有超過140廠商在120個國家或地區發行。
2011年5月9日，Samsung宣稱Galaxy S II的預約已超過300萬部。
下列是目前銷售的國家或地區。

### 亞洲與大洋洲
| 國家或地區 | 推出日期      |
| ---------- | ------------- |
|            | 2011年6月1日  |
| 香港       | 2011年6月14日 |
| 以色列     | 2011年7月3日  |
| 印度       | 2011年6月8日  |
| 伊朗       | 2011年6月1日  |
| 伊拉克     | 2011年7月18日 |
| 日本       | 2011年6月23日 |
| 黎巴嫩     | 2011年6月21日 |
| 马来西亚   | 2011年6月22日 |
| 巴基斯坦   | 2011年7月23日 |
| 菲律賓     | 2011年6月27日 |
| 新加坡     | 2011年6月24日 |
|            | 2011年4月29日 |
| 臺灣       | 2011年6月17日 |
| 土耳其     | 2011年6月9日  |
| 阿联酋     | 2011年6月22日 |

### 北美洲
| 國家   | 運營商                              | 發行日         | 機種                               |
| ------ | ----------------------------------- | -------------- | ---------------------------------- |
| 加拿大 | Bell Mobility, Virgin Mobile Canada | 2011年7月      | Samsung Galaxy S II 4G             |
| 加拿大 | Telus Mobility                      | 2011年10月     | Samsung Galaxy S II X              |
| 加拿大 | Rogers Wireless                     | 2011年11月     | Samsung Galaxy S II LTE (i727R)    |
| 美国   |                                     | 2011年8月      |                                    |
| 美国   | Sprint                              | 2011年9月16日  | Samsung 'EPIC 4G Touch'            |
| 美国   | AT&T                                | 2011年11月6日  | Samsung Galaxy S II Skyrocket i727 |
| 美国   | T-Mobile                            | 2011年10月12日 | Samsung Galaxy S II T-Mobile       |

### 南美洲
| 國家   | 發行日        |
| ------ | ------------- |
| 智利   | 2011年5月25日 |
| 巴西   | 2011年6月28日 |
| 阿根廷 | 2011年8月22日 |

### 非洲
| 國家   | 發行日    |
| ------ | --------- |
| 南非   | 2011年6月 |
| 乌干达 | 2011年9月 |

### 歐洲
| 國家     | 發行日        |
| -------- | ------------- |
| 奥地利   | 2011年5月5日  |
| 丹麦     | 2011年5月19日 |
| 比利时   | 2011年6月1日  |
| 芬兰     | 2011年5月25日 |
| 法國     | 2011年6月23日 |
| 德国     | 2011年5月16日 |
| 爱尔兰   | 2011年6月1日  |
| 義大利   | 2011年5月25日 |
| 荷蘭     | 2011年5月11日 |
| 挪威     | 2011年5月26日 |
| 葡萄牙   | 2011年6月8日  |
| 羅馬尼亞 | 2011年5月26日 |
| 俄羅斯   | 2011年5月18日 |
| 西班牙   | 2011年5月15日 |
| 瑞典     | 2011年5月12日 |
| 英国     | 2011年5月1日  |

## 硬體規格
Galaxy S II使用一個1.2 GHz的雙核心ARM Cortex-A9處理器，使用三星自家的Exynos 4210 SOC，以前的代號為“Onion”。
Exynos的SoC是大多數人猜測其來源，是以前的Hummingbird“蜂鳥”單核，Exynos是三星Galaxy S使用另一個品牌Hummingbird的繼任者。
Exynos 4210支援ARM的SIMD引擎（也稱為媒體處理引擎，或“NEON”的指示），並整合多項多媒體編解碼器和格式（例如，On2的VP6/7/8 或 Real格式）。
2011年遊戲開發者大會上ARM代表展示立體3D相同的Mali-400 MP和Exynos晶片上執行的60Hz的frame rate播放。

### 記憶體
Galaxy S II配備1GB RAM，扣除系統及GPU使用的記憶體後，約有830MB可使用。

### 儲存空間
16GB或32GB內部存儲空間，其中約1GB用來安裝了作業系統，內有一個microSD卡插槽。

### 顯示
使用Super AMOLED Plus，螢幕解析度 800 x 480，4.3吋，1600萬色。三星聲稱的Super AMOLED Plus顯示器的電源效率比舊的Super AMOLED顯示器可節省18％以上。有些手機有少數用戶宣稱在顯示器的左側底邊有偏光性的“黃色色調”顯示問題。

### 音訊
使用Yamaha音訊硬體。

### 相機
底部的裝置是一個800萬像素，可以錄製1080p的影片，最大顯示為VGA。

### 連接
三星還包括一個新的高解析度的連接技術稱為行動高解析度鏈接（MHL）。

## 事故
Samsung Galaxy S II在2012年3月25日於南韓發生手機電池爆炸事故並冒出黑煙，三星電子已經回收該電池，並聲稱該電池是在與手機分離的情況下發生爆炸。受到波及的南韓初中學生臀部遭到炸傷，手指也被燒傷。三星電子已經聯繫電池供應商「三星SDI」了解事故。
2014年4月，哈薩克首都阿斯塔納一名7歲女童的S II在待機狀態下發生爆炸，大腿嚴重燒傷。

## 外部連結
- 三星手机官网
- Samsung Galaxy S II homepage（页面存档备份，存于）
- Samsung Galaxy S II Feature（页面存档备份，存于）
- Official Samsung Galaxy S II specifications（页面存档备份，存于）
- Samsung Galaxy S2, Tab2 details, infos, release dates（页面存档备份，存于）
- Difference Between Samsung Galaxy S and Galaxy S2 | Difference Between（页面存档备份，存于）
- Samsung dubs its mobile processors Exynos, dual-core 4210 (formerly Orion) arriving next month（页面存档备份，存于）
- The MHL Connector on Samsung's Galaxy S II Explained [Video - Tested]（页面存档备份，存于）
- Samsung's Galaxy S II Preliminary Performance: Mali-400MP Benchmarked - AnandTech（页面存档备份，存于）
- ARM® NEON™ general-purpose SIMD engine（页面存档备份，存于）
- Overview - ARM® Mali™-400 MP（页面存档备份，存于）
- Mali GPU OpenVG Application Development Guide（页面存档备份，存于）
- ARM NEON Multimedia Applications
- Brochure on the Orion/Exynos 4210 SoC（页面存档备份，存于）
- 安卓新机皇 三星GALAXY SⅡ深度评测

| 前任： Samsung Galaxy S | Samsung Galaxy S II 2011 | 繼任： Samsung Galaxy S III |